# Laurel Run, Pennsylvania
Laurel Run là một thị trấn thuộc quận Luzerne, tiểu bang Pennsylvania, Hoa Kỳ. Năm 2010, dân số của thị trấn này là 500 người.